# Aphysoneura keniae
Aphysoneura keniae är en fjärilsart som beskrevs av Le Cerf 1919. Aphysoneura keniae ingår i släktet Aphysoneura och familjen praktfjärilar. Inga underarter finns listade i Catalogue of Life.